# 光叶泡花树
光叶泡花树（学名：Meliosma cuneifolia var. glabriuscula）为清风藤科泡花树属下的一个变种。